# New Animal Phylogeny
Die Bezeichnung „New Animal Phylogeny“, also „neue Stammesgeschichte der Tiere“, bzw. Neue Phylogenie wurde im Jahre 2000 von einem französischen Forscherteam für einen molekularbiologisch begründeten Stammbaum der vielzelligen Tiere (Metazoa) vergeben. Bereits im Jahre 1995 hatte sich aufgrund molekularbiologischer Untersuchungen ein neuer Stammbaum für die Hauptstammlinien des Tierreiches, und damit für die Evolution der verschiedenen Tierbaupläne, angedeutet. Dieser „molekulare“ Stammbaum stand weitestgehend im Widerspruch zum bisherigen (d. h. morphologisch begründeten) Lehrbuchwissen zur Bauplan- oder Makroevolution. Als entsprechende Resultate sich in den Folgejahren mehrten, war in der Fachliteratur zunächst von einem „new view“ die Rede, also einer „neuen Sicht“ auf die Evolution der ca. 35 Hauptstammlinien des Tierreiches. Seit der Jahrtausendwende setzte sich dann mit dem Artikel von Adoutte et al. die Bezeichnung „New Animal Phylogeny“ oder verkürzt „New Phylogeny“ durch.

## Schlüsselergebnisse
Eine molekularbiologische Untersuchung aus dem Jahre 1995 ergab, dass die Armfüßer (Brachiopoda, Vertreter der Kranzfühler) nicht, wie erwartet, zum Überstamm der Neumünder (Deuterostomia), sondern zu den Urmündern (Protostomia) gehören.
Der Gruppe der Kranzfühler kommt in vielen Modellen zur Bauplanevolution eine kritische Bedeutung zu, da neben ihrer Stellung im System äußerst umstritten ist, ob es sich überhaupt um eine Abstammungsgemeinschaft handelt, und ob es sich um sehr urtümliche oder aber um relativ abgeleitete Tiere handelt. Genetische Untersuchungen untermauerten in allen drei Punkten die traditionell als unwahrscheinlicher eingeschätzten Hypothesen: Neben der Einordnung bei den Urmündern konnte nicht gezeigt werden, dass es sich bei den Kranzfühlern um eine Abstammungsgemeinschaft handelt, und zumindest für die Armfüßer wiesen die Resultate auf eine vergleichsweise abgeleitete Stellung hin. Zusammen mit einigen anderen Urmünder-Stämmen, die sich in genetischen Untersuchungen nahe bei den Kranzfühlern gruppierten, wurde die neue Großgruppe Lophotrochozoa vorgeschlagen.
Eine weitere signifikante Veränderung der traditionell befürworteten Stammbäume ergab sich mit dem Aufkommen der Ecdysozoa-Hypothese im Jahre 1997. Demnach zeigen die Gliederfüßer (Arthropoda) keine verwandtschaftliche Nähe zu den Ringelwürmern, wie man zuvor fast ausnahmslos annahm. Stattdessen gruppieren sich in molekularbiologischen Untersuchungen die Gliederfüßer mit Vertretern der Schlauchwürmer. Da sowohl Gliederfüßer als auch die betreffenden Vertreter Schlauchwürmer sich periodisch häuten (Ecdysis), wurde für diese neue Abstammungsgemeinschaft der Name Ecdysozoa (= Häutungstiere) vergeben.
Die tiefgreifendsten Veränderungen ergaben sich insgesamt also innerhalb des Überstammes der Urmünder. Aber auch bei den Neumündern kam es zu mehreren unerwarteten Revisionen, vor allem der Neueinteilung der Neumünder in die beiden Großgruppen Ambulacraria und Chordata (von denen nur die letztere auf traditionell-morphologischer Basis allgemein akzeptiert war).
Ein weiterer Schlüssel zum Verständnis der neuen Großeinteilung des Tierreiches könnten entwicklungsgenetische Untersuchungen sein, deren Resultate auf ein vielfach-segmentiertes Tier als Vorfahr fast aller zweiseitig-symmetrischen Tiere (Bilateria) hinweisen. Diese Hypothese stünde ebenfalls in schärfstem Widerspruch zu traditionellen Rekonstruktionen der Bauplan-Evolution, denen zufolge Vielfach-Segmentierung erst viel später und zudem mehrfach unabhängig entstand.

## Bewertung und Akzeptanz der Ergebnisse
Die Anerkennung der New Animal Phylogeny hängt in erster Linie von der Anerkennung der den Resultaten zugrunde liegenden molekularbiologischen Methoden ab. Hier werden meist nur die Sequenzabfolgen von Genen oder nicht-codierenden DNA- und RNA-Abschnitten untersucht (neuerdings sogar ganzer Genome), manchmal aber auch Genfunktionen, insbesondere von entwicklungsbiologisch relevanten Genen. Sequenzähnlichkeiten werden unter Anwendung verschiedener Algorithmen ausgewertet, deren Verwendbarkeit jeweils gesondert zu diskutieren ist. Für die Bewertung funktioneller Ähnlichkeiten wird häufig auf die Remaneschen Homologiekriterien zurückgegriffen, also Kriterien aus der traditionellen Morphologie. Auf der entwicklungsgenetischen Ebene besteht also eine Schnittstelle zur traditionellen Evolutionsbiologie, die mit dem Vergleich von morphologischen Merkmalen arbeitete. Generell lässt sich sagen, dass die molekularbiologisch ermittelten Einzelergebnisse je nach ihrer nachträglichen Vereinbarkeit mit morphologischen Merkmalsvergleichen stärkere oder schwächere Zustimmung erfahren. Als umstrittenstes Einzelergebnis der New Animal Phylogeny ist demnach die Ecdysozoa-Hypothese anzusehen, da diese Abstammungsgemeinschaft in der vorliegenden Form keinerlei Vereinbarkeit mit älteren, morphologisch begründeten Vorschlägen geltend machen kann. Andere Einzelresultate, wie die Neueinteilung der Neumünder in Ambulacraria und Chordata, sind in dieser Hinsicht viel weniger umstritten, denn die Ambulacraria lassen sich mit zumindest einem morphologischen Modell aus dem 19. Jahrhundert vereinbaren, und die Chordata waren ohnehin eine allgemein akzeptierte Abstammungsgemeinschaft.
In seiner Gesamtheit ist der Stammbaum der New Animal Phylogeny mit keinen älteren Stammbaumentwürfen vergleichbar, die auf Vergleich morphologischer Merkmale basierten. Da in Teilbereichen aber eine gewisse Vereinbarkeit besteht, die auch unter Heranziehung neuer morphologischer Untersuchungen Bestätigung erfährt, ist die New Animal Phylogeny trotz aller Erklärungsprobleme fester Bestandteil der Biologie-Lehrbücher geworden.